# Степове (Великомихайлівська сільська громада)
Степове́ — село в Україні, в Синельниківському районі Дніпропетровської області. Входить до складу Великомихайлівської сільської громади. Населення відсутнє.

## Географія
Село Степове знаходиться на відстані 2 км від села Березове. Поруч із селом протікає пересихаючий струмок з загатами. Розташоване на півдні району, неподалік від межі із Запорізькою областю.

## Назва
Назва походить від розлогого степу навколо цього населеного пункту.

## Історія
- 1922 — дата заснування.
- До 2016 року орган місцевого самоврядування — Березівська сільська рада.
- 12 червня 2020 року, відповідно до розпорядження Кабінету Міністрів України № 709-р від «Про визначення адміністративних центрів та затвердження територій територіальних громад Дніпропетровської області», увійшло до складу Великомихайлівської сільської громади[1].
- 19 липня 2020 року, в результаті адміністративно-територіальної реформи та ліквідації Покровського району, село увійшло до складу новоутвореного Синельниківського району[2].

## Населення

### Мова
Розподіл населення за рідною мовою за даними перепису 2001 року:
| Мова       | Кількість | Відсоток |
| ---------- | --------- | -------- |
| українська | 16        | 100%     |